# Tunisie aux Jeux olympiques d'été de 1968

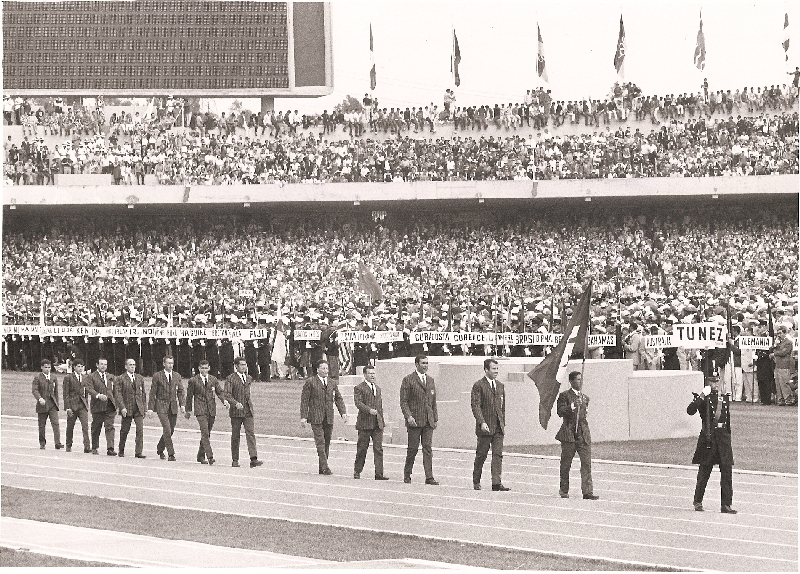
Délégation tunisienne à la cérémonie d'ouverture.

La Tunisie a participé aux Jeux olympiques d'été de 1968 à Mexico. Mohammed Gammoudi y a remporté la première médaille d'or tunisienne aux Jeux olympiques.

## Résultats par épreuve

### Athlétisme
5 000 mètres hommes
- Mohammed Gammoudi
  -  Médaille d'or (14 min 05 s 0)
- Ahmed Zammal
  - 14 min 54 s en séries

10 000 mètres hommes
- Mohammed Gammoudi
  -  Médaille de bronze (29 min 34 s 2)

3 000 mètres steeple hommes
- Ayachi Labidi
  - 9 min 24 s 4 en séries

### Boxe
Super léger (63,5 kg)
- Habib Galhia
  - battu par Adalberto Siebens (en) ( Porto Rico) aux points (premier tour)

Coq (54 kg)
- Mahmoud Laajili
  - battu par Domingo Casco (en) ( Argentine) aux points (second tour)

Léger (60 kg)
- Mongi Lahdhili
  - vainqueur de Alfonso Molina (en) ( Nicaragua) aux points (second tour)
  - battu par Calistrat Cuțov ( Roumanie) aux points (troisième tour)

Plume (57 kg)
- Mouldi Mannaï
  - battu par Abdel Hady Khallaf Allah ( Égypte) aux points (premier tour)